# Krzysztof brunszwicki (arcybiskup Bremy)
Krzysztof (ur. w 1487 r., zm. 22 stycznia 1558 r.) – biskup Verden od 1502 r., arcybiskup Bremy od 1511 r. z dynastii Welfów.

## Życiorys
Krzysztof był najstarszym synem księcia Brunszwiku-Wolfenbüttel Henryka I Starszego oraz Katarzyny, córki księcia zachodniopomorskiego Eryka II. W 1500 r. w zamian za pomoc wojskową Henryka I dla arcybiskupa Bremy Jana Rode ten ostatni zapewnił 13-letniemu wówczas Krzysztofowi stanowisko koadiutora. W 1502 r. Krzysztof został biskupem Verden (faktyczne rządy objął w 1508 r.), a po śmierci Jana Rode w 1511 r. został arcybiskupem Bremy (początkowo zatwierdzony przez papieża tylko jako administrator diecezji).
Jego ekstrawagancki tryb życia, bezkompromisowość w zaspokajaniu swoich zachcianek, chciwość i okrucieństwo doprowadziły do ruiny gospodarczej jego biskupstwa. Prześladowanie protestantów skłóciło go z mieszczanami Bremy i Verden; podczas wojny szmalkaldzkiej Krzysztof dwukrotnie oblegał Bremę.
Następcą Krzysztofa na stanowisku arcybiskupa Bremy został jego najmłodszy brat, Jerzy. 